# ديسمالاند

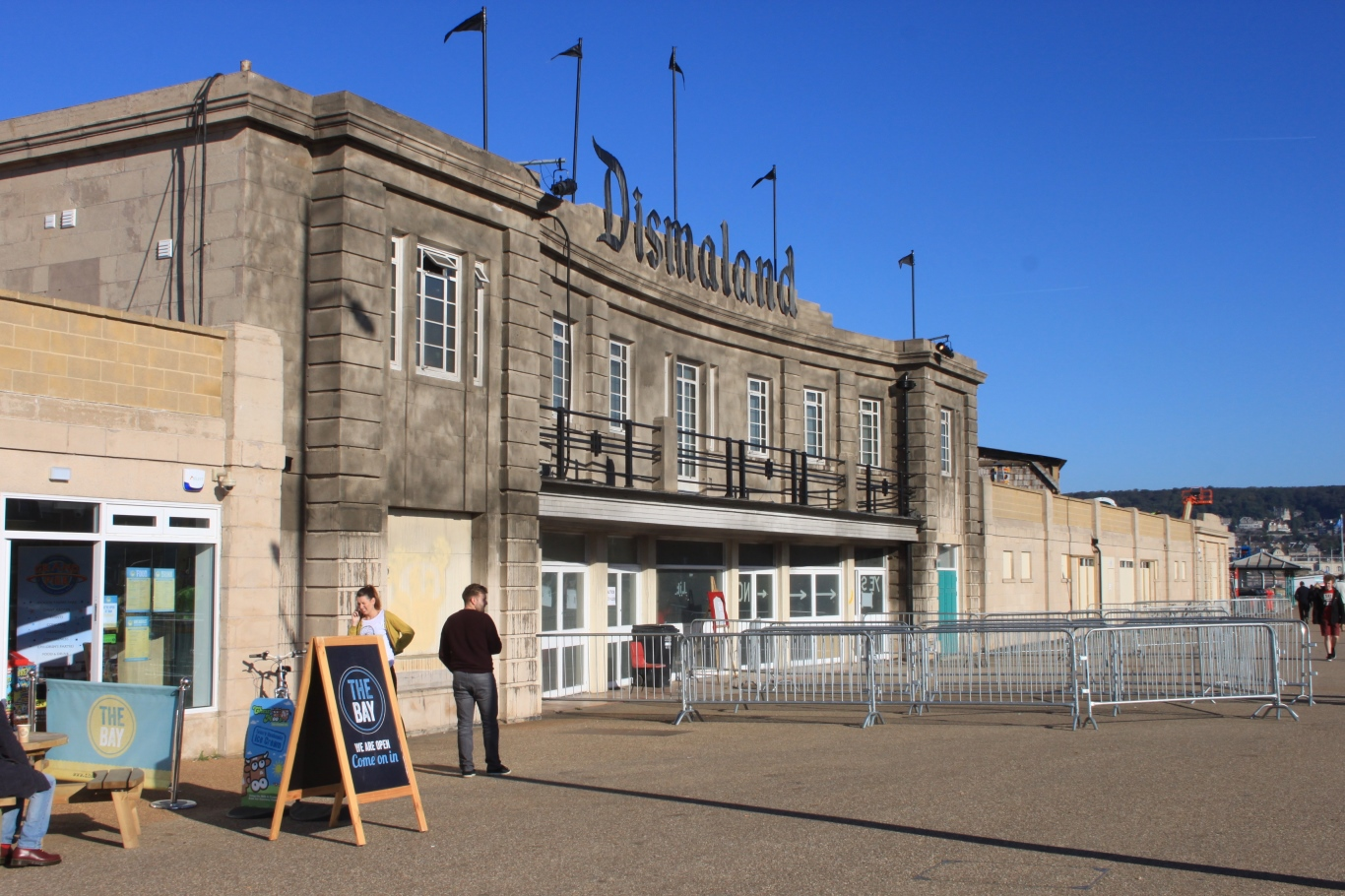
تحول حوض السباحة "تروبيكانا" إلى "ديسمالاند".

ديسمالاند هو مشروع فني مؤقت نظّمه فنان الشارع بانكسي في منتجع ويستون سوبر مير الساحلي في سومرست بإنجلترا. كان المعرض المنبثق الذي أُعِد سرًا مكان حوض السباحة المهجور تروبيكانا تقليدًا ساخرًا لديزني لاند. افتتح المعرض خلال عطلة نهاية الأسبوع في 21 أغسطس 2015. وأُغلق في 27 سبتمبر 2015 بعد 36 يومًا. ووصف بانكسي المنتزه بأنه متنزه عائلي غير مناسب للأطفال. من المحتمل أن يكون الشكل الجمالي لمدينة الملاهي مستوحى من سلسلة لوحات ديسمايلاند (بالانجليزية: Dismayland) التي رسمها الفنان الأمريكي جيف جيليت، والذي شارك أيضًا في المعرض.
ابتكر بانكسي عشرة أعمال جديدة وقام بتمويل بناء المعرض بنفسه. شارك في العرض 58 فنانًا من أصل 60 عاهم بانكسي دعاهم للمشاركة. كانت هناك 4000 تذكرة متاحة للشراء يوميًا بسعر 3 جنيهات إسترلينية لكل منها. استقبل المعرض 150 ألف زائر في فترة الخمسة أسابيع التي كان مفتوحا فيها. وبعد إغلاقه، أُعيد استخدام مواد البناء الخاصة بالمشروع كملاجئ للاجئين في مخيم غابات كاليز(بالانجليزية: Calais Jungle) حيث أُضيفت إليه جداريات من المعرض.

## التطوير
أُخبِر السكان المحليين في ويستون سوبر مير أن شركة من هوليوود تدعى شركة أطلس للترفيه كانت تستخدم الموقع لتصوير فيلم جريمة مثير يسمى جراي فوكس. وُضعت لافتات كتب عليها موقع تصوير جراي فوكس (بالانجليزية: Gray Fox Productions) حول مداخل الموقع. بدأت صور إنشاء الموقع بالظهور على الإنترنت في أوائل أغسطس 2015، وتضمنت قلعة خرافية ومنحوتات ضخمة. شوهد هولي كوشينغ، الذي ظهر اسمه في ملصق فيلم وثائقي عن بانكسي والذي غالبًا ما يُقال إنه مديره، في موقع البناء قبل الافتتاح، مما جعل المشروع أقل سرية.

## الأعمال

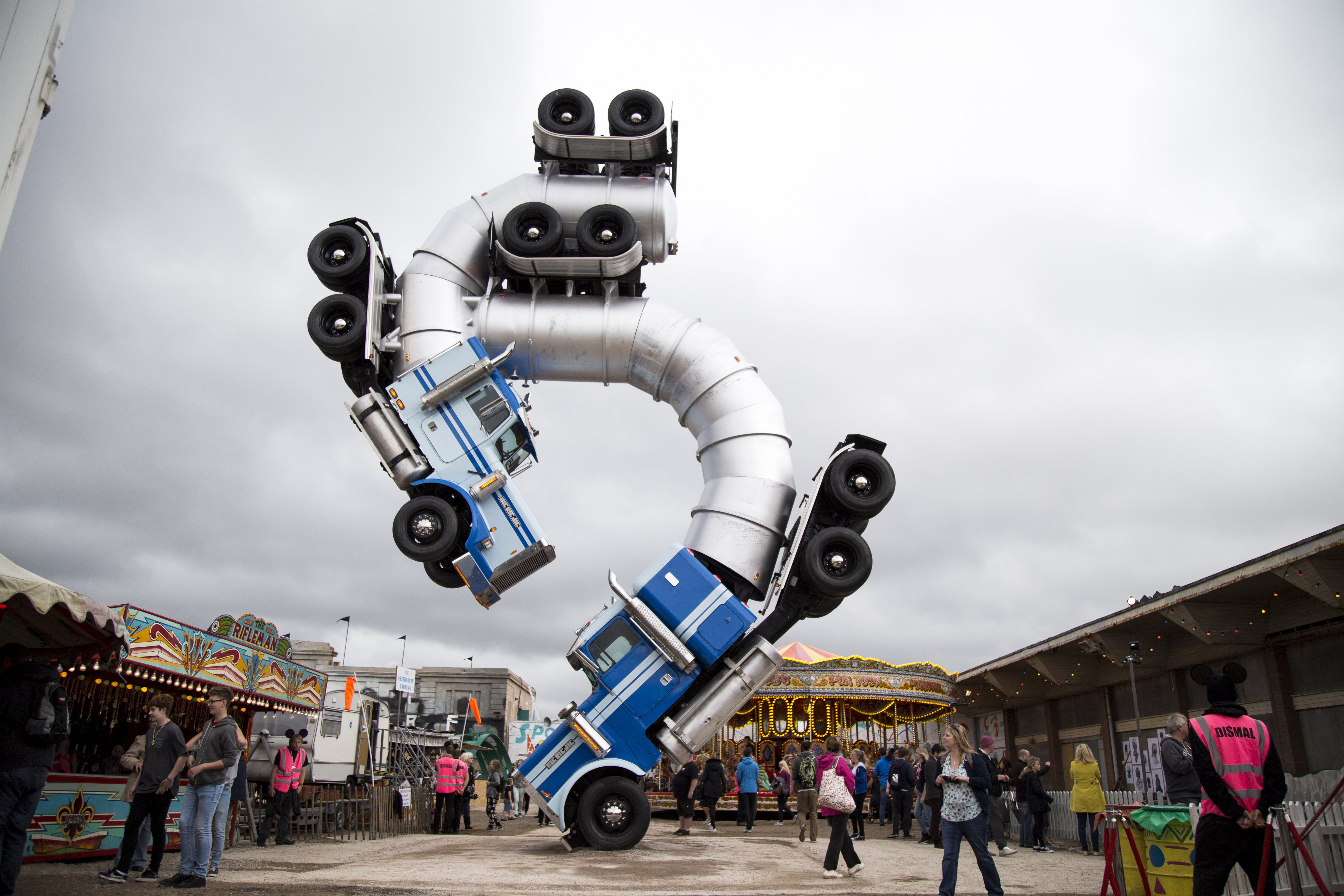
بيج ريج راج في ديسمالاند في عام 2015.

كان من بين الهياكل التي تم تصويرها قبل الافتتاح دولاب كبير لبانكسي، ومنحوتة سقالات حصان أنشئها بن لونج، ومنحوتة شاحنة ملتوية بيج ريج راج (بالانجليزية: Big Rig Jig) للفنان مايك روس والذي عُرض سابقًا في مهرجان الرجل المحترق في عام 2007. عُرضت أعمال 58 فنانًا بما في ذلك جيني هولزر وداميان هيرست وجيف جيليت وجيمي كووتي وبيل بارمينسكي في الحديقة. قال بانكسي إنه اتصل بأفضل الفنانين الذين يمكن أن يتخيلهم ليقدموا أعمالهم، وقد رفض طلبه اثنان منهم.
قام مؤرخ الفن الدكتور جافين غريندون من جامعة إسيكس برعاية معارض ديسمالاند السياسية، بما في ذلك حافلة تضم مجموعة من الأشياء الخطرة والعنيفة من المسامير العدائية إلى دروع مكافحة الشغب والرصاص المطاطي، تحت شعار تصميمات عدائية (بالانجليزية: Cruel Designs). 
افتُتح متجر قروض دفع مزيف للأطفال يسمى قروض مصروف الجيب بجوار حفرة الرمال للأطفال. يقدم المتجر للأطفال سلفة على مصروفهم بفائدة 5000٪، وتم تركيب ترامبولين على الأرضية حتى يتمكن الأطفال من القفز عاليًا بما يكفي لقراءة الطباعة الصغيرة على اتفاقيات الائتمان الخاصة بهم.
ابتكر الفنان والمهندس تيم هانكين وسيلة تجوال متحركة لهذا الحدث. جلس الزائرون في وسط القافلة بينما يدير مضيف بالخارج عجلة لتدوير القافلة بأكملها حولهم، مما ينتج عنه وهم بصري أن الزوار أنفسهم كانوا يدورون داخل غرفة ثابتة. 
في أحد المعارض، حُرقت كتب جيفري آرتشر، البارون من ويستون سوبر ماري، الروائي البريطاني والسياسي السابق الذي قضى عقوبة السجن بتهمة الحنث باليمين. دخل كل واحد من زوار المتنزه المقدر عددهم بـ 150.000 زائر من خلال نقطة تفتيش أمنية مزيفة من الورق المقوى ومطلية يدويًا أنشأها الفنان بيل بارمينسكي. وفي أيام الجمعة، كانت هناك عروض مجدولة للموسيقيين بما في ذلك دي لا سولودامون ألبارن وبوسي ريوت.

## المشاركون
من بين المساهمين في الأعمال الفنية:
- بانكسي
- بيل بارمينسكي
- جولي بورشيل
- جيمي كاوتي
- دارين كولين
- التنين (فنان)
- إسبو
- إد هول
- جريج هابرني
- جيف جيليت
- داميان هيرست
- جيني هولزر
- تيم هانكن
- أندرياس هايكادي
- بول إنسكت
- بيتر كينارد
- جوش كيز
- جاني لينونين
- بن لونغ
- لوش
- بولي مورغان
- مانا نيستاني
- مايك روس
- ديفيد شريجلي

 

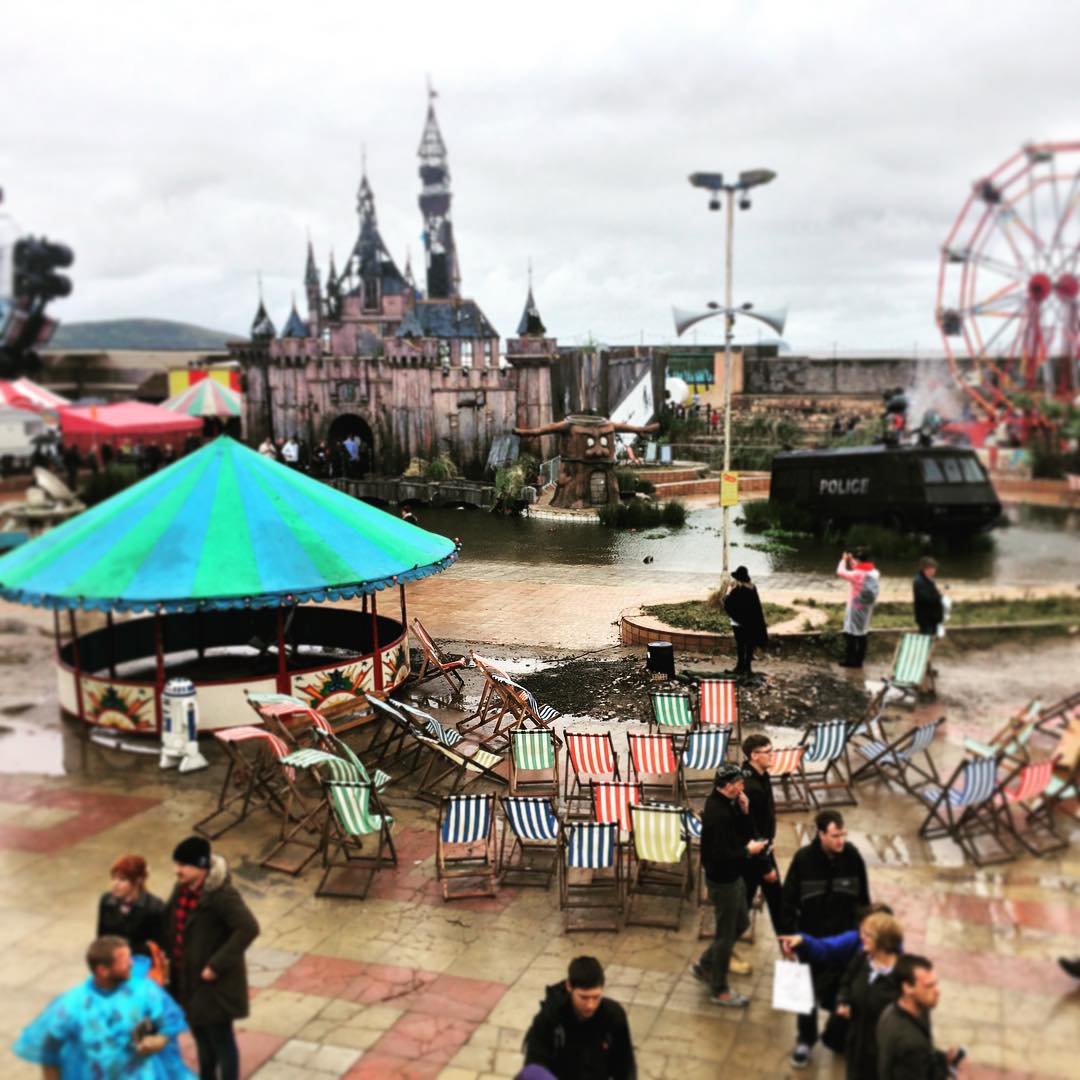
داخل ديسمالاند.

تم نشر قائمة كاملة على موقع يسمالان على شبكة الإنترنت.
قام المساهم شادي الزقزوق من فلسطين بتغطية عمله بغطاء سرير يحمل شعارًا احتجاجيًا على وجود فنانين إسرائيليين؛ وظل العمل المغطى في مكانه. حُلت المشكلة لاحقًا، وتم الكشف عن العمل.

## الشعبية

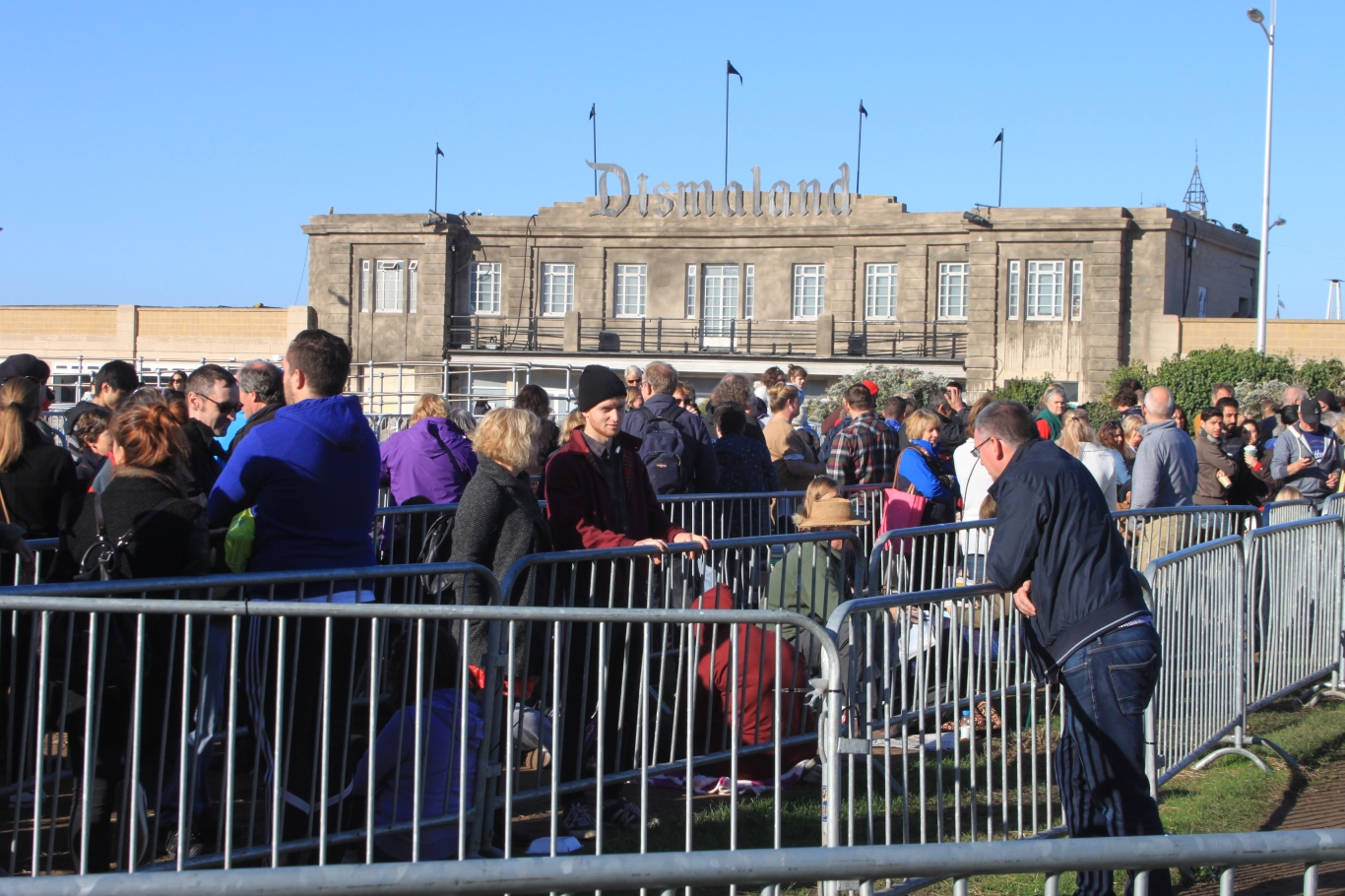
اصطفاف الزوار للحصول على التذاكر.

تسبب ارتفاع الطلب على تذاكر المعرض في تعطل موقع يسمالاند بشكل متكرر. تساءل البعض عما إذا كان بانكسي قد اختلق هذا عن عمد كجزء من سخرية تجربة ديسمالاند.
جذب المعرض العديد من المشاهير، مثل براد بيت، وجاك بلاك، ونيل باتريك هاريس، ونيكولاس هولت، وواين كوين، وراسل براند، وأنت آند ديس، ومارك رونسون، ودارين كريس، ودادي جي، وس ج ب قراي، وبرادي هاران.
تلقى المعرض تعليقاتٍ مختلطة من النقاد. وجد جوناثان جونز في صحيفة الغارديان أن الأمر محبط: "يجمع الكثير من الأعمال الفنية الرديئة على شاطئ البحر". وانتقد دان بروكس في صحيفة نيويورك تايمز بشكل ساخر.
أثبت المعرض أنه يحظى بشعبية لدى الزوار، حيث استعد العديد منهم للوقوف في طوابير لساعات كل يوم للحصول على واحدة من 500 تذكرة دخول يومية. وقد استقطب 150 ألف زائر من جميع أنحاء العالم، مما عزز الاقتصاد المحلي في ويستون سوبر مير بمقدار 20 مليون جنيه إسترليني.
وأُعلن في مايو 2016 أن ديسمالاند قد ترشح لجائزة ساوث بانك سكاي آرتس.

## روابط خارجية
- الموقع الرسمي
- Advertisement on YouTube